# Greg Duhaime
Greg Duhaime, född 11 augusti 1953, död 28 oktober 1992, var en friidrottare från Kanada. Han deltog vid olympiska sommarspelen 1984.